# Tulsidas
Gosvāmī Tulsīdās (1532-1623; Devanāgarī: तुलसीदास), também conhecido como Tulásidas, foi um grande poeta hindu do século XVI contemporâneo de uma miríade de filósofos, reformadores sociais e religiosos da Idade Média indiana que, em conjunto, protagonizaram o movimento conhecido como bhakti, baseado na tradição hindu do amor a Deus.
Sua obra principal, o Ramacaritamanasa (a mentalização dos passatempos de Rama), é considerada a mais importante obra clássica escrita em hindi, hoje o idioma mais falado na Índia.
Trata-se de uma versão do épico védico Ramayana, de Valmiki Muni, escrita no idioma vulgar, o hindi, para tornar o épico mais inteligível para a população geral, que falava o vernáculo e que não era letrada em sânscrito, o idioma clássico da Índia.